# تایلر ران (پنسیلوانیا)

تایلر ران، پنسیلوانیا

تایلر ران، پنسیلوانیا (به انگلیسی: Tyler Run, Pennsylvania) یک منطقهٔ مسکونی در ایالات متحده آمریکا است که در York County واقع شده‌است.

## خصوصیات
تایلر ران ۲٫۵ کیلومترمربع مساحت و ۱٬۹۰۱ نفر جمعیت دارد.